# Strmoglavec
Strmoglavec je tip bombnika, ki napada tako, da se spusti z višine pod velikim kotom proti tarči in odvrže bombo z nizke višine, tik pred izravnanjem leta. Nizka višina in velik kot bistveno pripomoreta k natančnosti merjenja, zato je tehnika uporabna za precizne napade na majhne in premične tarče. Po drugi strani mora pilot po odmetu bombe ostro zaviti navzgor da izravna letalo, poleg tega pa je na nizki višini bolj izpostavljen protiletalskemu ognju s tal, zato mora imeti strmoglavec izredno močno konstrukcijo in biti dodatno oklepljen. Posledično so strmoglavci lahki bombniki. Sile, ki se razvijejo med manevri, so zahtevne tudi za pilote, ki lahko zaradi njih izgubijo zavest.
S tehniko so prvi začeli improvizirati piloti britanskega Kraljevega letalskega korpusa med prvo svetovno vojno. Pokazala se je za uporabno, zato je na račun izboljšav v konstrukciji letal že v obdobju med svetovnima vojnama postala ključen del taktične doktrine, predvsem pri svetovnih mornaricah, medtem ko so se kopenske vojske še naprej zanašale na topništvo. Strmoglavci so bistveno vplivali na potek druge svetovne vojne, uporabljale so jih praktično vse večje vojske razen britanske. Posebej slavna zgleda sta bila nemška Junkers Ju 87 - »štuka«, ki je omogočila bliskovito nemško prodiranje v začetnih fazah vojne, in japonski Aichi D3A, ki je potopil več zavezniških ladij kot katerokoli letalo sil osi med vojno.
Po drugi svetovni vojni je doktrina strmoglavega bombardiranja zamrla zaradi izboljšav protiletalskega orožja in izboljšav namerilne tehnike, ki so omogočile dovoljšnjo natančnost tudi bombnikom z velikih višin.